# Blechnum nudum
Blechnum nudum är en kambräkenväxtart som först beskrevs av Jacques-Julien Houtou de La Billardière, och fick sitt nu gällande namn av Georg Heinrich Mettenius och Christian Luerssen. Blechnum nudum ingår i släktet Blechnum och familjen Blechnaceae. Inga underarter finns listade.

## Bildgalleri

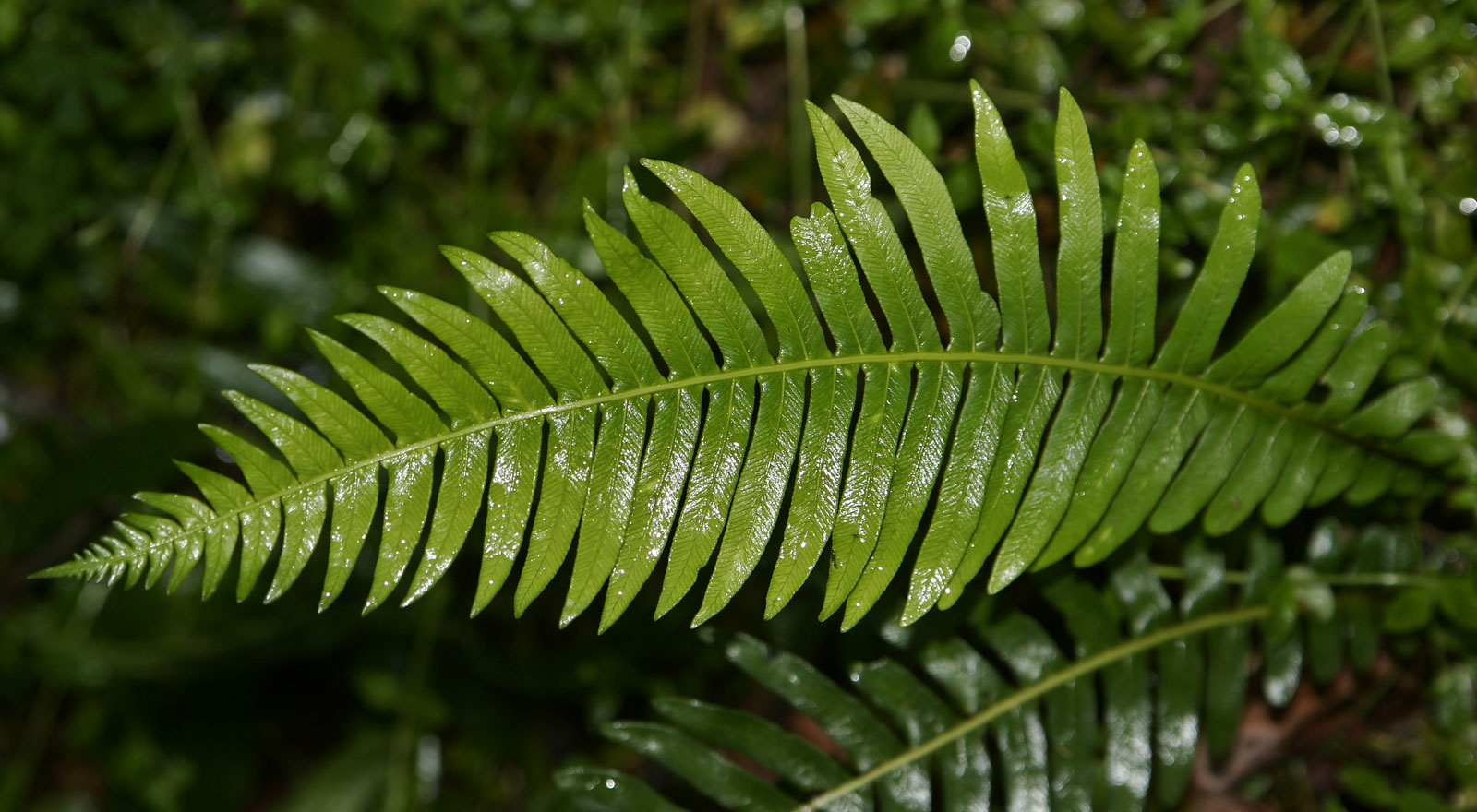
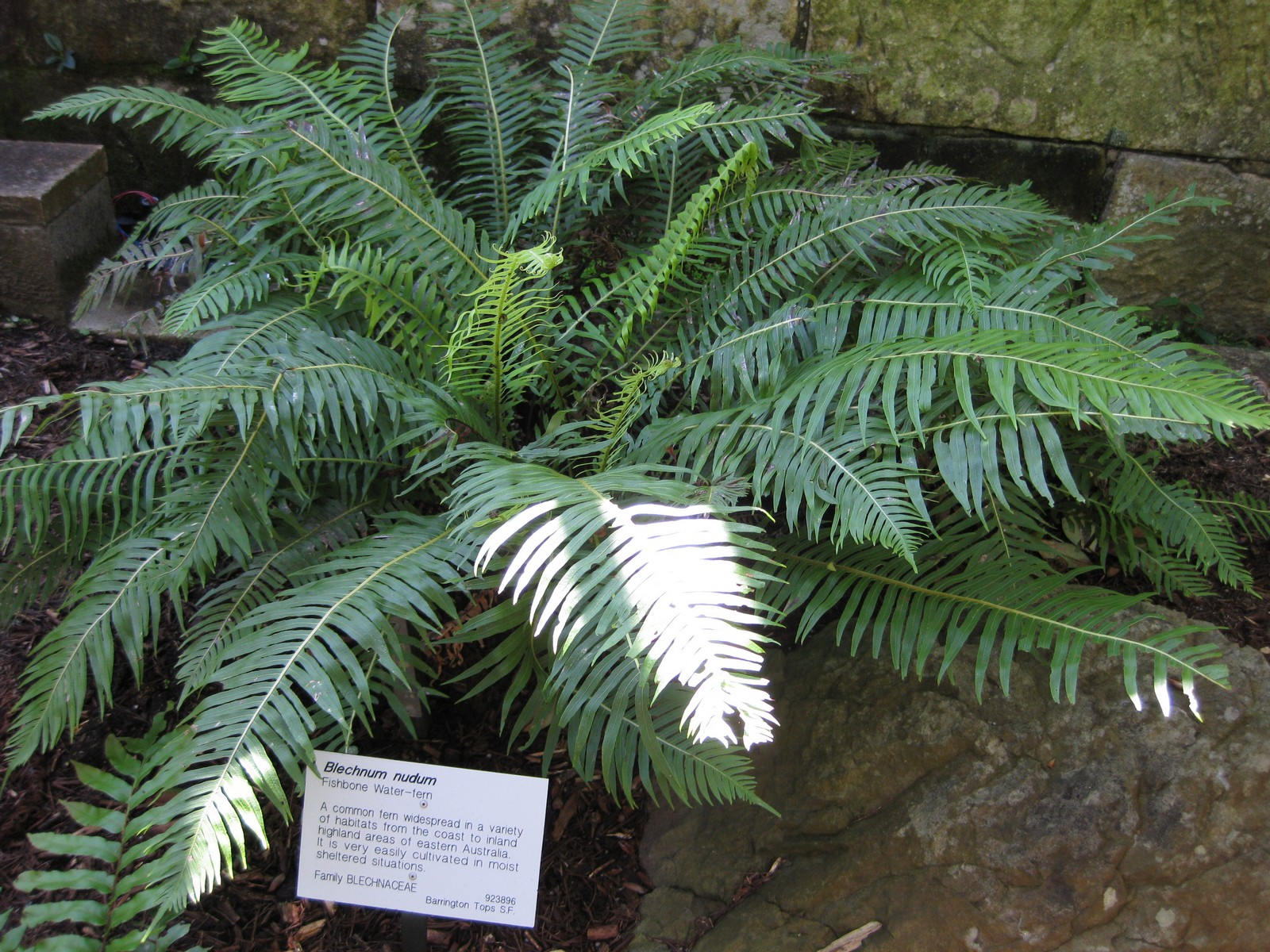
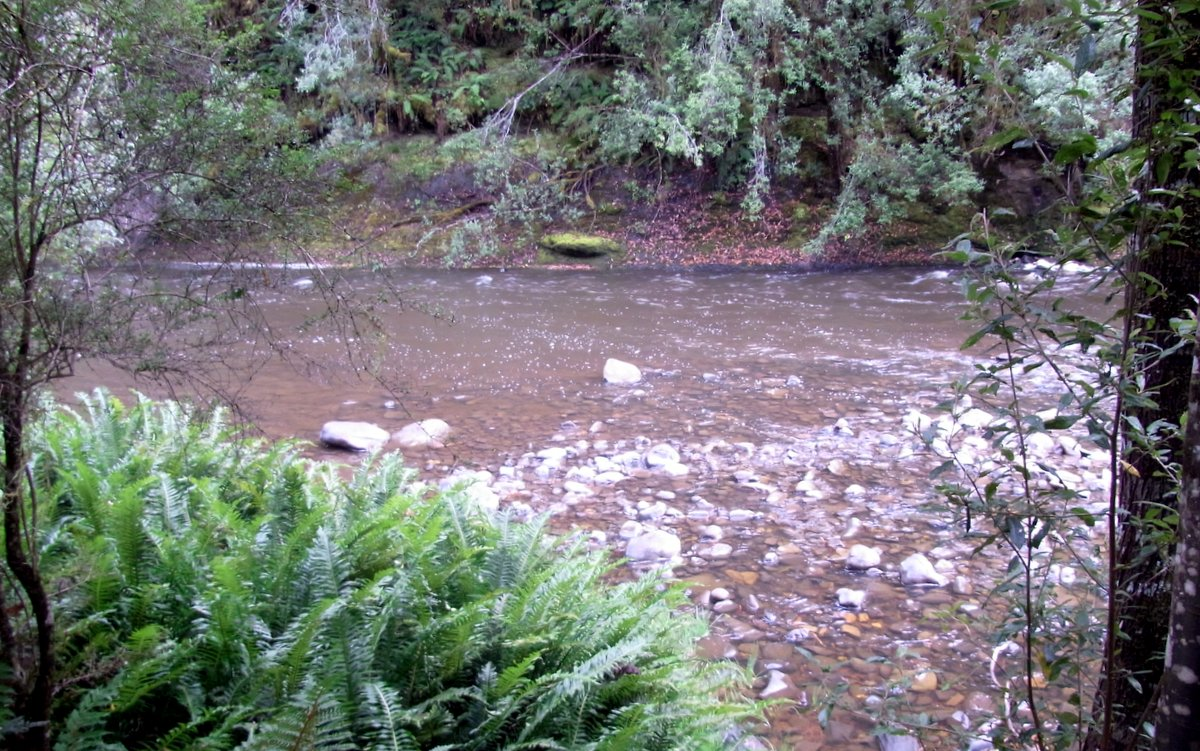